# Amari Torayasu
Amari Torayasu (甘利虎泰?   muerto en 1548) fue un samurái japonés del período Sengoku que sirvió al clan Takeda, bajo las órdenes de Takeda Nobutora y Takeda Shingen. Amari se convirtió en shukurō o anciano del clan, después del ascenso de Shingen a la jefatura del clan y fue uno sus Veinticuatro Generales. Murió en batalla durante la Batalla de Uedahara en 1548 junto con Itagaki Nobukata. Ambos se encontraban peleando hombro con hombro cuando una ráfaga de flechas cayó sobre ellos.